# It’s Garry Shandling’s Show
It’s Garry Shandling’s Show ist eine US-amerikanische Sitcom von und mit Garry Shandling, die von 1986 bis 1990 mit 72 Folgen in vier Staffeln auf Showtime ausgestrahlt wurde.

## Handlung
Das Szenario von It’s Garry Shandling’s Show wurde dem Leben des Hauptdarstellers nachempfunden. Garry Shandling spielt einen neurotischen, unsicheren Stand-up-Comedian aus Sherman Oaks, der Single ist und auf der Suche nach der Beziehung zu einer Frau. Zu seinem Umfeld gehören seine beste Freundin Nancy, sein verheirateter Freund Pete, dessen Sohn Grant, seine Mutter und sein Nachbar Leonard. Im Verlauf der Serie heiratet er Phoebe Bass.
Ein kennzeichnendes Element der Serie war das Durchbrechen der Vierten Wand und Interaktionen mit dem Studiopublikum. Auch traten immer wieder Prominente in Gastrollen auf, unter anderem der Rockmusiker Tom Petty.

## Besetzung
- Garry Shandling: Garry Shandling
- Molly Cheek: Nancy Bancroft
- Michael Tucci: Pete Schumaker
- Scott Nemes: Grant Schumaker
- Barbara Cason: Ruth Shandling
- Geoffrey Blake: Lewis
- Jessica Harper: Phoebe Bass
- Paul Willson: Leonard Smith

## Ausstrahlung und Rezeption
It’s Garry Shandling’s Show lief ab 1986 auf dem Pay-TV-Sender Showtime. Von 1988 an strahlte Fox Wiederholungen aus, jedoch ohne die erwarteten Quotenerfolge. Im Jahr 1990 endete die Serie. Von Kritikern wurde It’s Garry Shandling’s Show gelobt und in Nachbetrachtung als einflussreich für das Sitcom-Genre angesehen.